# Hamadryas epinome
Hamadryas epinome är en fjärilsart som beskrevs av Felder 1867. Hamadryas epinome ingår i släktet Hamadryas och familjen praktfjärilar. Inga underarter finns listade i Catalogue of Life.

## Bildgalleri

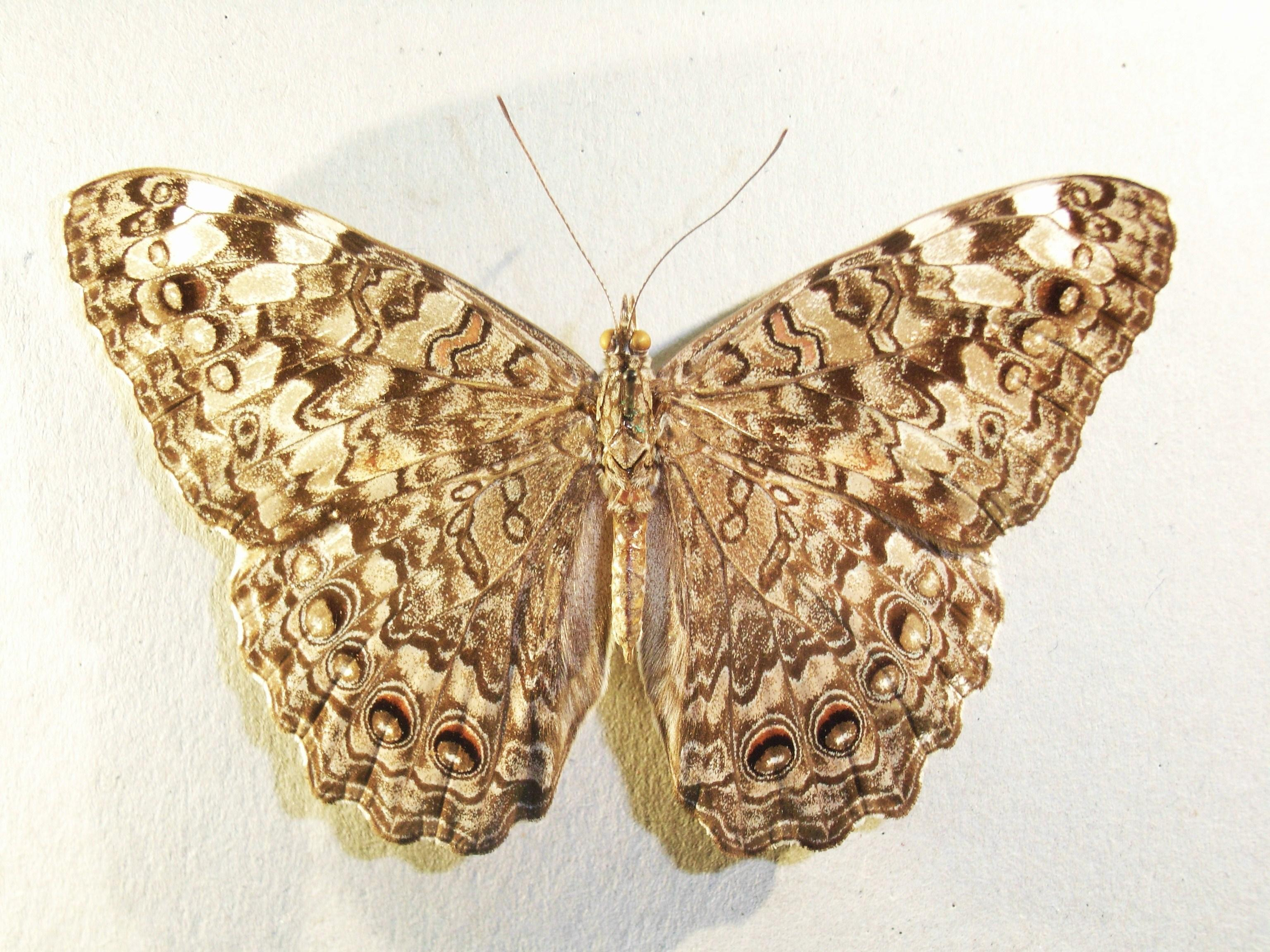